# Pleuraphodius buschirii
Pleuraphodius buschirii är en skalbaggsart som beskrevs av Rudolph Petrovitz 1964. Pleuraphodius buschirii ingår i släktet Pleuraphodius och familjen Aphodiidae. Inga underarter finns listade i Catalogue of Life.